# Transferasi
Una transferasi, o trasferasi (numero EC 2), in biochimica, è un enzima che catalizza il trasferimento di un gruppo funzionale (come ad esempio un gruppo fosfato o un metile) da una molecola (detta donatrice) ad un'altra (detta accettore). Una tipica reazione catalizzata da una transferasi potrebbe essere la seguente.
A–X + B → A + B–X
In questo esempio, A è la specie donatrice, B l'accettore. La specie donatrice è, molto spesso, un coenzima.

## Nomenclatura
La struttura corretta del nome di ogni transferasi dovrebbe essere così costituita: "[Nome donatore]:[Nome accettore] [Nome gruppo] transferasi". Nell'uso corrente, tuttavia, sono spesso preferiti nomi più brevi come "[Nome accettore] [Nome gruppo] transferasi" o "[Nome donatore] [Nome gruppo] transferasi". L'enzima noto comunemente come DNA metiltransferasi, ad esempio, catalizza la reazione di trasferimento di un gruppo metile su una molecola di DNA.

## Classificazione
La classificazione internazionale degli enzimi mediante numero EC identifica le transferasi come EC 2. Esistono inoltre 9 ulteriori sottoclassi.
- EC 2.1: sono inclusi gli enzimi che trasferiscono gruppi metili (metiltransferasi);
- EC 2.2: sono inclusi gli enzimi che trasferiscono aldeidi e chetoni;
- EC 2.3: sono incluse gli enzimi che trasferiscono gruppi acili (aciltransferasi);
- EC 2.4: sono incluse gli enzimi che trasferiscono glicosidi (glicosiltransferasi e cellodextrina fosforilasi);
- EC 2.5: sono inclusi gli enzimi che trasferiscono gruppi funzionali contenenti carbonio che non siano metili;
- EC 2.6: sono inclusi gli enzimi che trasferiscono gruppi amminici (transaminasi);
- EC 2.7: sono inclusi gli enzimi che trasferiscono gruppi contenenti fosforo (fosfotransferasi, polimerasi e chinasi);
- EC 2.8: sono inclusi gli enzimi che trasferiscono gruppi contenenti zolfo (sulfotransferasi);
- EC 2.9: sono inclusi gli enzimi che trasferiscono gruppi contenenti selenio.